# Stellaria
Stellaria es un género   de plantas con flores perteneciente a la familia Caryophyllaceae. Tiene una distribución cosmopolita. Comprende 478 especies descritas y   de estas, solo 109 aceptadas.

## Descripción
Son plantas caducas o bienales que alcanzan hasta 3 dm de altura. Las hojas pareadas son suculentas de forma aovado-cordadas y de 1 cm de longitud y 0,5  cm de ancho. Las flores son pequeñas y en forma de estrellas. El fruto es una cápsula con numerosas semillas.

## Taxonomía
El género fue descrito por Carlos Linneo y publicado en Species Plantarum 1: 1421. 1753.  La especie tipo es: Stellaria holostea

## Especies seleccionadas
| - Stellaria abortiva - Stellaria alaschanica - Stellaria alaskana - Stellaria alsine - Stellaria amblyosepala - Stellaria americana - Stellaria arenarioides - Stellaria arisanensis - Stellaria aquaticum - Stellaria axillaris - Stellaria bistyla - Stellaria borealis - Stellaria brachypetala - Stellaria bungeana - Stellaria calycantha - Stellaria cherleriae - Stellaria chinensis - Stellaria ciliatisepala - Stellaria congestiflora - Stellaria corei - Stellaria crassifolia - Stellaria crassipes - Stellaria crispa - Stellaria cuspidata - Stellaria decumbens - Stellaria delavayi - Stellaria depressa - Stellaria dianthifolia - Stellaria dichotoma - Stellaria dicranoides - Stellaria discolor - Stellaria ebracteata - Stellaria fennica - Stellaria filicaulis - Stellaria fontinalis - Stellaria graminea - Stellaria gyangtseensis - Stellaria gyirongensis - Stellaria henryi - Stellaria holostea - Stellaria humifusa - Stellaria imbricata - Stellaria infracta - Stellaria irrigua - Stellaria lanata - Stellaria lanipes | - Stellaria littoralis - Stellaria longifolia - Stellaria longipes - Stellaria mainlingensis - Stellaria martjanovii - Stellaria media - Stellaria monosperma - Stellaria neglecta - Stellaria nemorum - Stellaria nepalensis - Stellaria nipponica - Stellaria nitens - Stellaria obtusa - Stellaria omeiensis - Stellaria ovatifolia - Stellaria oxycoccoides - Stellaria pallida - Stellaria palustris - Stellaria parva - Stellaria parviumbellata - Stellaria patens - Stellaria petiolaris - Stellaria petraea - Stellaria pilosoides - Stellaria porsildii - Stellaria pubera - Stellaria pusilla - Stellaria radians - Stellaria reticulivena - Stellaria rotundifolia - Stellaria ruscifolia - Stellaria salicifolia - Stellaria soongorica - Stellaria souliei - Stellaria stenopetala - Stellaria strongylosepala - Stellaria subumbellata - Stellaria tibetica - Stellaria uda - Stellaria uliginosa - Stellaria umbellata - Stellaria vestita - Stellaria winkleri - Stellaria wushanensis - Stellaria yunnanensis - Stellaria zangnanensis |